# Рерих, Карл-В.
Карл В. Рёриг (нем. Carl-W. Röhrig; род. 12 ноября 1953, Мюнхен) — немецкий художник и иллюстратор. Автор одного из вариантов дизайна колоды карт таро.

## Биография
Карл В. Рёриг учился в Академии графических искусств в Мюнхене, а затем начал карьеру внештатного художника и иллюстратора. Его живопись относят к натурализму, фотореализму и фантастическому реализму. Первые работы, которые можно отнести к сюрреализму, были созданы в ранние годы. Рёриг занимался темой природы и загрязнения и опубликовал несколько книг о своем искусстве. Три его работы были проданы с аукциона на ежегодном ужине Клуба исследователей в отеле Вальдорф-Астория в Нью-Йорке. В 2004 году Музей искусств и ремесел в Гамбурге приобрел некоторые из его работ. По состоянию на 2018 год Рёриг создал более 4000 картин, иллюстраций, настенных росписей и скульптур. Художник живёт и работает в Швейцарии с 2008 года. В 2018 году Рерих объявил себя приверженцем саентологии.

## Творчество

### Научные иллюстрации

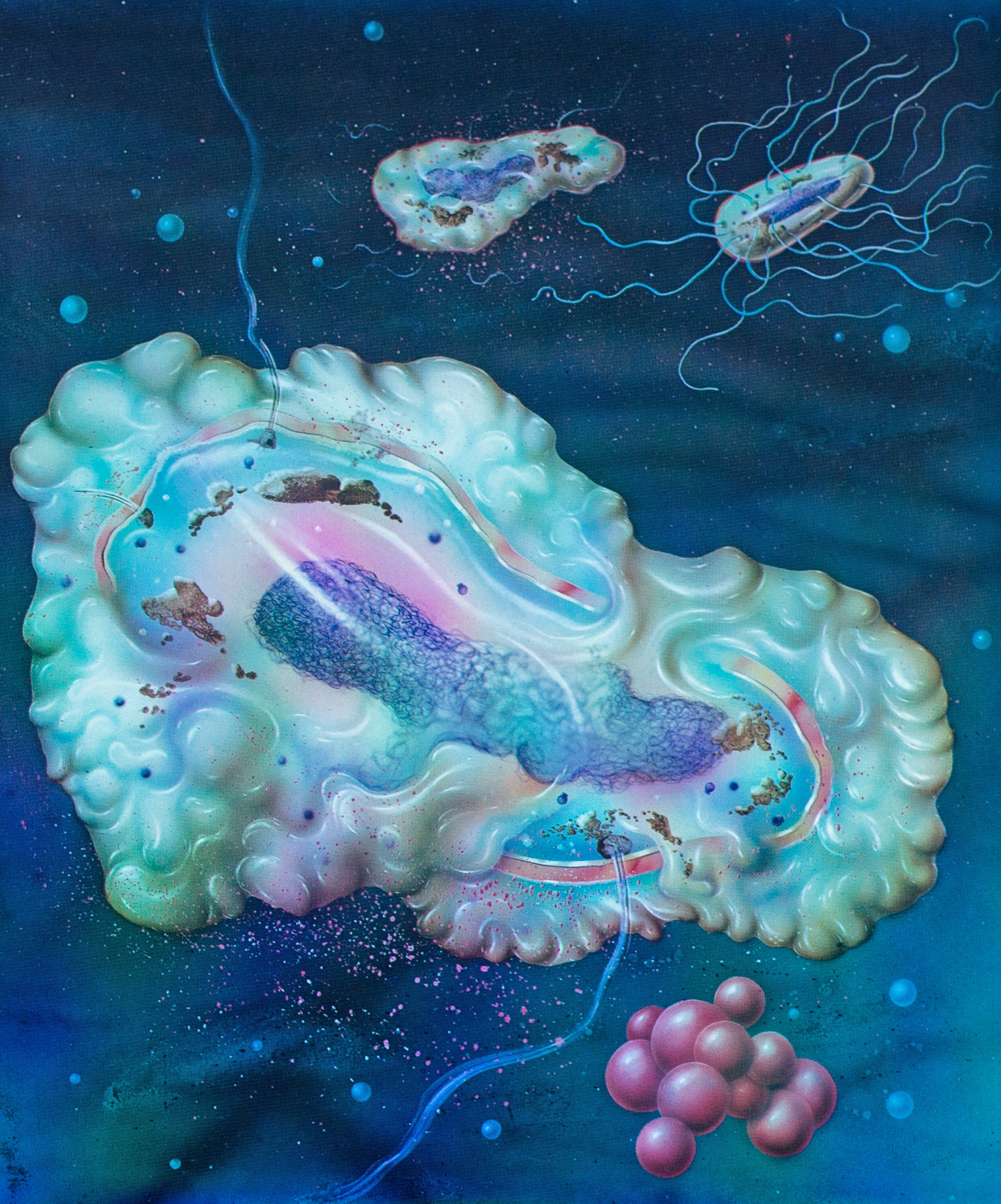
Влияние пенициллина на кишечную палочку, научная иллюстрация Ars Bacteriologica (1980)

Рерих сделал себе имя как научного иллюстратора, создав в начале своей карьеры, в сотрудничестве с Bayer AG, книгу Ars Bacteriologica. В 1981 году он был удостоен награды от министра внутренних дел Федеративной Республики Германии за свои научные иллюстрации. Затем последовали другие награды и премии в США, в том числе от Музея научной иллюстрации в Нью-Йорке. С 1989 года Рёриг является членом Национального географического общества, расположенного в Вашингтоне, округ Колумбия.

### Фотореалистичные картины животных

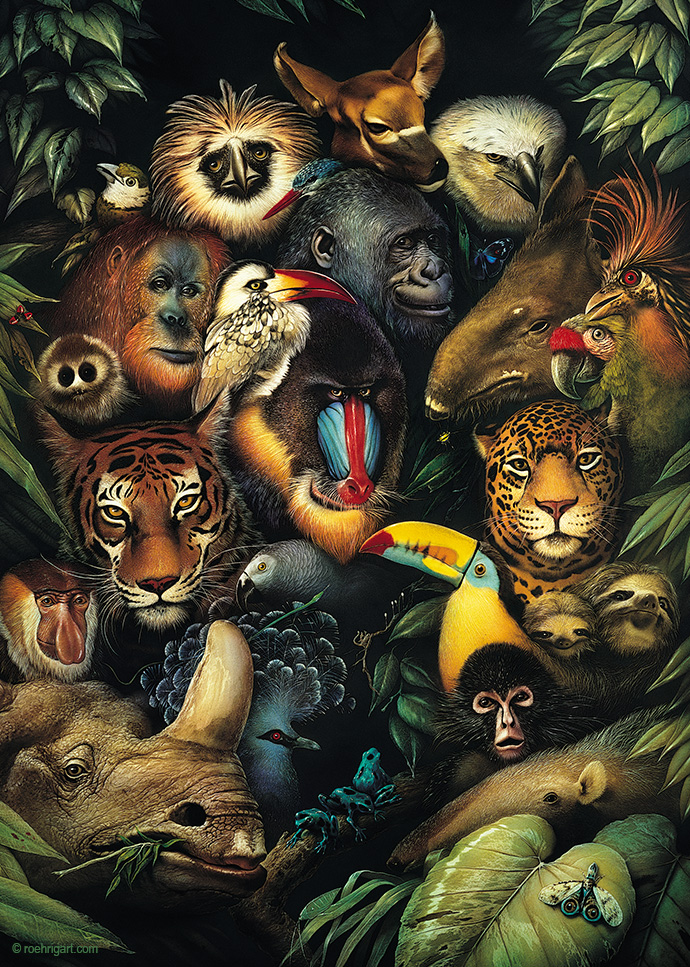
Животные тропического леса (1992)

Начало было положено циклом анималистической живописи «Галерея предков вымирающих видов животных» . Первые оригиналы были представлены публике в Бонне вместе с режиссёром-анималистом и исследователем Хайнцем Зильманном. Немецкое парламентское общество устроило выставку данных работ Рёрига. Картина «Снежный барс» была опубликована в разнообразных журналах. Ещё одна крупная выставка была в музее подводной археологии в Бодруме.

### Таро Рёрига

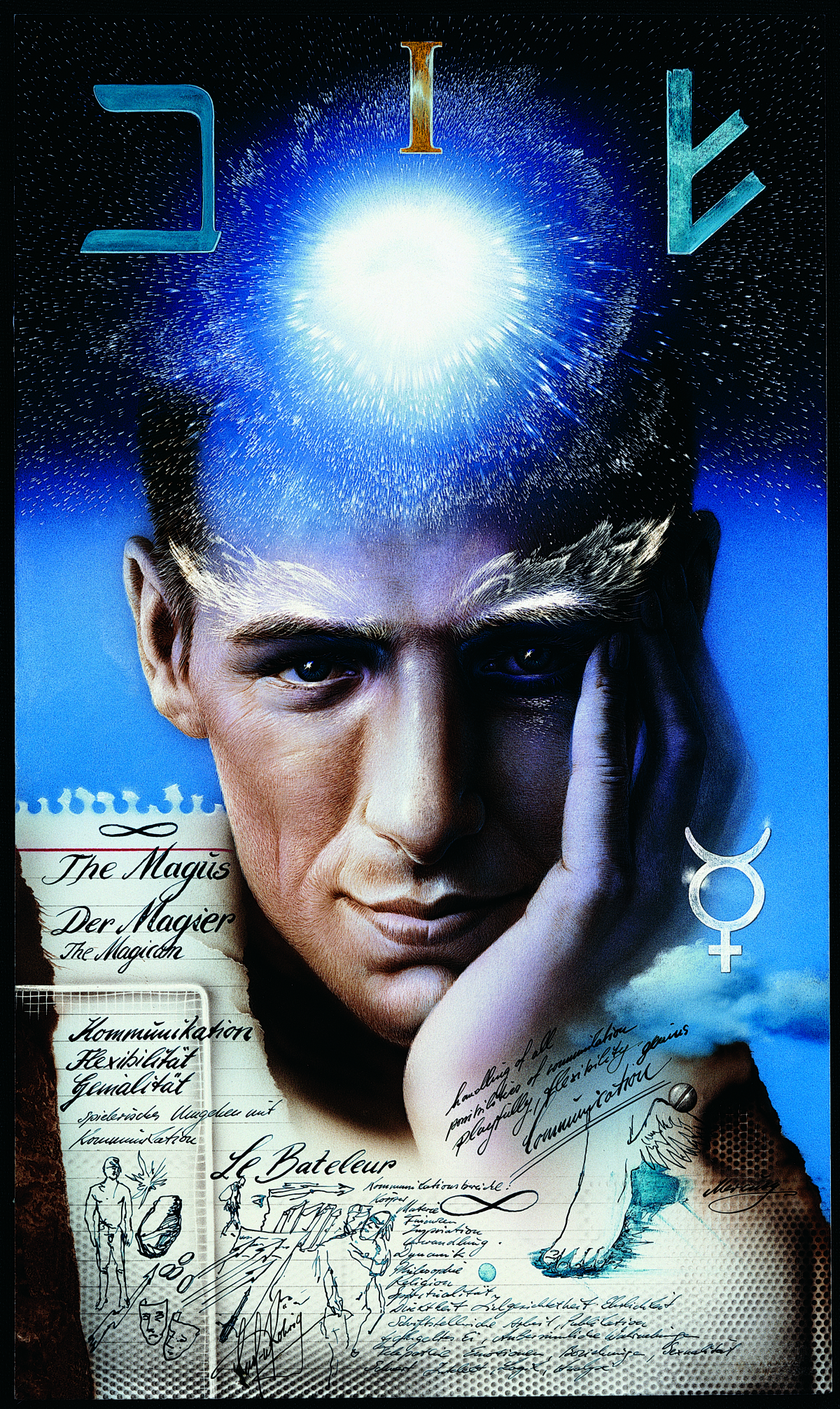
Таро Рериха - Маг (1991)

В 1991 году художник создал серию из 78 картин Таро. Колода была издана компанией «Bluestar Communications of Woodside». Рисунок на картах сделан с помощью техники аэрографии. Названия карт даны на нескольких языках сразу. На рубашках карт изображён закрученный синий узор. Данная колода изображалась в кинематографе. В России данная колода издавалась под названиями «Таро третьего тысячелетия» и «Таро Эпохи Водолея» с надписями на русском языке.

## Выставки
- 1989: Выставка изображений в Национальном управлении по аэронавтике и исследованию космического пространства (НАСА).
- 1998: Выставка в музее Бадена
- 1999: Выставка в Конгрессхаусе Цюриха
- 2001: АРТ-Экспо Нью-Йорк
- 2002: АРТ Инсбрук
- 2004: Выставка Баден-Баден
- 2004: Выставка Муниципальный зал Чивидале
- 2005: Выставка в Музее естественной истории в Гёрлице